# Michaił Wołkau (ur. 1955)
Michaił Mikałajewicz Wołkau (biał. Міхаіл Мікалаевіч Волкаў, ros. Михаил Николаевич Волков, Michaił Nikołajewicz Wołkow; ur. 26 stycznia 1955 w Orszy) – białoruski nauczyciel i polityk; od 2012 roku deputowany do Izby Reprezentantów Zgromadzenia Narodowego Republiki Białorusi V kadencji.

## Życiorys
Urodził się 26 stycznia 1955 roku w mieście Orsza, w obwodzie witebskim Białoruskiej SRR, ZSRR. Ukończył Witebski Państwowy Instytut Pedagogiczny im. S. Kirowa, uzyskując wykształcenie nauczyciela matematyki i fizyki. Pracował jako nauczyciel matematyki i fizyki w Szkole Średniej w Wysokim w rejonie orszańskim oraz w Gimnazjum Nr 8 w Witebsku. Był deputowanym do Witebskiej Obwodowej Rady Deputowanych XXVI kadencji.
18 października 2012 roku został deputowanym do Izby Reprezentantów Zgromadzenia Narodowego Republiki Białorusi V kadencji z Witebskiego-Czkałowskiego Okręgu Wyborczego Nr 18. Pełnił w niej funkcję zastępcy przewodniczącego Stałej Komisji ds. Edukacji, Kultury i Nauki.

## Nagrody i odznaczenia
- Order Franciszka Skaryny;
- Gramota Pochwalna Rady Ministrów Republiki Białorusi;
- dwa dyplomy I stopnia Akademii Nauk Pedagogicznych ZSRR;
- Nagroda Witebskiego Obwodowego Komitetu Wykonawczego „Człowiek Roku Witebszczyzny 2009”;
- tytuł honorowy „Zasłużony Pracownik Oświaty Republiki Białorusi”[1].

## Życie prywatne
Michaił Wołkau jest żonaty, ma dwie córki.